# Новоміська сільська рада (Тиврівський район)
| Новоміська сільська рада — колишній орган місцевого самоврядування у Тиврівському районі Вінницької області з адміністративним центром у с. Нове Місто. Сільській раді підпорядковані населені пункти: - с. Нове Місто - с. Іскрівка - с. Красне |

## Склад ради
Рада складається з 16 депутатів та голови.

## Керівний склад сільської ради
| ПІБ                           | Основні відомості                                                                      | Дата обрання | Дата звільнення |
| ----------------------------- | -------------------------------------------------------------------------------------- | ------------ | --------------- |
| Максименко Володимир Іванович | Сільський голова, 1964 року народження, освіта, член Комуністичної партії України      | 26.03.2006   | 31.10.2010      |
| Максименко Володимир Іванович | Сільський голова, 1964 року народження, освіта вища, член Комуністичної партії України | 31.10.2010   |                 |

Примітка: таблиця складена за даними джерела